# Астурлеонська мова
Астурлеонська мова (аст. Asturlleonés; ісп. Asturleonés; порт. Asturo-leonês; міранд. Asturlhionés) —романська мова, якою розмовляють переважно на північному заході Іспанії, а саме в історичних регіонах і сучасних автономних громадах Іспанії Астурії, північно-західній Кастилії та Леоні та Кантабрії, а також у невеличкій сусідній частині Португалії. Назва цієї мови рідко зустрічається серед носіїв мови, оскільки вона утворює діалектний континуум взаємозрозумілі варіанти, і тому в основному позначаються різними регіональними термінами, такими як леонська, кантабрійська, астурійська або мірандська (у Португалії). Іноді також включається Естремадуран . Іноді також включається Extrema Duran. Астурійська була внесена ЮНЕСКО до списку зникаючих мов, оскільки її все частіше витісняє іспанська.
Філогенетично астурлеонська мова належить до західноіберійської гілки романських мов, які поступово розвинулися з вульгарної латині в старому Леонському королівстві. Групу астурлеонської мови зазвичай поділяють на три мовні області (західну, центральну та східну), які утворюють вертикальний регіон астурлеонської мови, від Астурії через Леон до півночі Португалії та Естремадури . Кантабрійські гори на сході та екстремадурські на півдні мають перехідні риси з іспанською (північна іспанська в кантабрійській, південна іспанська в естремадурській). Кожен регіон у регіоні має різний ступінь мовної живучості: Астурія та Міранда Дору історично були найкраще збереженими регіонами астурійської мови.
Леонська мова (вживана як синоніми з астурлеонською) колись вважалася неофіційним діалектом (базилектом), який розвинувся з кастильської іспанської мови, але в 1906 році Рамон Менендес Підаль показав, що вона розвинулась з латини незалежно, увійшовши до своєї найдавнішої помітної форми в старому Леонському королівстві. Як зазначає іспанський учений Інес Фернандес Ордоньєс, Менендес Підаль завжди стверджував, що іспанська (або звичайна іспанська, la lengua común española, як він її іноді називав) виникла з кастильської родини англомовних і арагонських. У творах Historia de la Lengua Española («Історія іспанської мови»), особливо El español en sus primeros tiempos («Рання іспанська»), Менендес Підаль пояснює етапи цього процесу, враховуючи вплив леонської мови . і арагонська була початком сучасної іспанської.

## Історія
Астурлеонська мова походить від латини, яка почала передаватись через римські легіони в Астуріці Августі, а також римський Шостий (іспанський) легіон. Прийняття латини астурійцями, які проживали в регіоні, було повільним, але неминучим процесом, оскільки використання колоніальної мови було ключовим для рівноправності; найважливішим пріоритетом на той час було отримання римського громадянства. Однак, як і на решті півострова, латинь стала лінгва франка регіону лише після створення Німецького Піренейського королівства.
Разом із багатьма лінгвістичними подібностями до латини, астурійська мова також має відмінні характеристики, які можна пов'язати з Кантабрійськими війнами ;Зіткнення проти асиміляції римської культури колишніми жителями Леона та Астурії. Вплив цих двох мов разом із розширенням і подальшим занепадом діалектів визначить мовну еволюцію північно-західного півострова. Словниковий склад астурійської мови містить дороманські елементи, які пережили пізнішу романізацію регіону, а також включає доіндоєвропейські елементи, що зберігаються лише через топоніми.

## Диглосія
Протягом тривалого часу, протягом 12-го, 13-го і 14-го століть, латинська та астурійська мови співіснували в диглосних відносинах. Протягом цього часу астурлеонська мова використовувалася в офіційних документах і мала високий правовий статус, статус, який кардинально зміниться протягом наступних століть. Між 15 і 18 століттями багато мовних діалектів на Піренейському півострові та в решті Європи були маргіналізовані. Через це діалекти та меншини багатьох мов маргіналізовані, що ускладнює виживання деяких мов, таких як астурлеон, і спричиняє фрагментацію інших.
У дев'ятнадцятому столітті територія Астурії була включена в Іспанське коло. У цей період іспанська мова процвітала як престижна культурна мова, поступово витісняючи астурлеонські мови цих регіонів, а також галісійську сусідню Галіцію, щоб використовуватися переважно в усному користуванні. Таким чином, існувала і досі існує чітка різниця між розмовною та письмовою мовами іспанської та астурійської. 
У той же час двомовність існує сьогодні в регіоні Астурія. У той час як іспанська мова є офіційною мовою уряду та політики, астурійська все ще є домінуючою мовою неформальних і невимушених розмов у багатьох сільських районах громади. Крім того, мова часто пропонується як факультативний предмет у школах по всьому мовному регіону.

## Правовий статус
Відповідно до португальського закону 7/99 від 29 січня 1999 року астурлеон лише нещодавно було визнано в муніципалітетіМіранда-ду-Дору хоча лише як мова, яка продовжує захищатися та зберігатися, а не надаватися будь-якого офіційного статусу. Тим часом каталонська, баскська та галісійська отримали офіційний статус у відповідних регіонах у 1978 році Таким чином, існує певна напруга, оскільки астурлеон досі не вважається офіційною мовою. Однак мова є необов'язковою у школі, де відбувається групове навчання.
Конституція Іспанії визначає існування транспортних мов і необхідність збереження існуючих діалектів на національних територіях. У статті 3.3 Конституції документ конкретно зазначає, що «багатство різних мовних форм Іспанії є культурною спадщиною, яку необхідно особливо поважати та охороняти». Крім того, у статті 4 Закону про автономію Астурії зазначено, що «астурійська мова буде захищена. Її використання, вивчення та поширення в засобах масової інформації буде заохочуватися, а її місцевий діалект і добровільне вивчення завжди будуть поважатися». положення, 23 березня 1/1998, використання та популяризація астурлеонської мови служить цій меті; сприяння використанню мови, її знання в освітній системі та її присутність у засобах масової інформації поширюється. [уточнення] Проте присутність астурлеонців у державному управлінні залишається дуже обмеженою.
У Португалії споріднений мірандський діалект визнаний Асамблеєю Республіки як офіційна мова разом із португальською для місцевих питань, і викладається в державних школах у кількох районах власне Міранди. Хосе Лейте де Васконселос, який спочатку вважався базовою мовою португальської мови, вивчав Міранду і дійшов висновку, що вона є окремою від португальської.

## Географічне поширення
Лінгвістично вважають, що такі відомі діалекти, як леонський, астурійський або міранда, утворили одну велику мову під астурійським пануванням. Макромови — це мови, які існують як окремі варіанти мови. У межах цієї макромови західний і східний діалекти мають спільні мовні характеристики з галайкопортугальською та іспанською відповідно.
КордониАстурлеонепоширюютьсянаАстурію, Леон, Замору таМіранда-ду-Дору. Алемова — це не просто сума астурійських, леонських, саморанських і мірандських діалектів. Чисто лінгвістично кажучи, основні регіони Астур-Леонеса обмежені з півночі на південь і утворюють три незалежні частини (західну, центральну та східну), які поділяють Астуріята Леон .Я тут. Лише аналіз другого рівня зміг виділити менші секції. Політико-адміністративні утворення та мовні простори рідко збігаються, тому що мови в більшості випадків не збігаються зними через кордони.

## Вживання глосонімів
Враховуючи низьку соціальну та політичну прийнятність позначення мови в Астурії як леонської, а в інших частинах домену (таких як Леон чи Замора)як астурійської (хоча це фактично одна мова), усі діалекти, яким надають перевагу багато авторів і експертів, разом називають астурійською або астурійською, тоді якінші діалекти продовжують використовувати регіональні терміни наприклад, леон, астурійська, мірандатощо).

### Астурійська (Asturianu)
З 1974 року було докладено багато зусиль для збереження та популяризації астурійської мови. У 1981 році місцевий уряд визнав астурійську, або бабле (офіційно відому як бабле), мовою, що потребує особливого захисту місцевим урядом. У 1994 році 100 000 носіїв першої мови та 450 000 носіїв другої мови розмовляли або розуміли астурійську. Однак перспективи для астурійської мови залишаються сумними, оскільки кількість носіїв цієї мови значно скоротилася за останні 100 років. Наприкінці 20 століття Інститут мов Астурії виступив з ініціативою надати більше інструментів для мови, необхідних для виживання в сучасну епоху: граматикою, словником і періодичними виданнями. Нове покоління астурійських письменників відстоювало мову. Ці події дали Астурії більше надії на виживання.

### Леонська (Llionés)
У середні віки леонською мовою, ймовірно, розмовляли в набагато більшому масштабі, приблизно еквівалентно старому Леонському королівству. Оскільки кастильська мова стала домінуючою мовою в Іспанії, лінгвістична ідентичність Леону поступово відступала на захід. Наприкінці 1990-х деякі асоціації неофіційно пропагували курси леонської мови. У 2001 році Університет де Леон (Університет Леона) відкрив курси для викладачів Леона та місцевих і провінційних органів влади для дорослих. Сьогодні леонську мову можна вивчити у великих містах провінцій Леон, Самора та Саламанка .

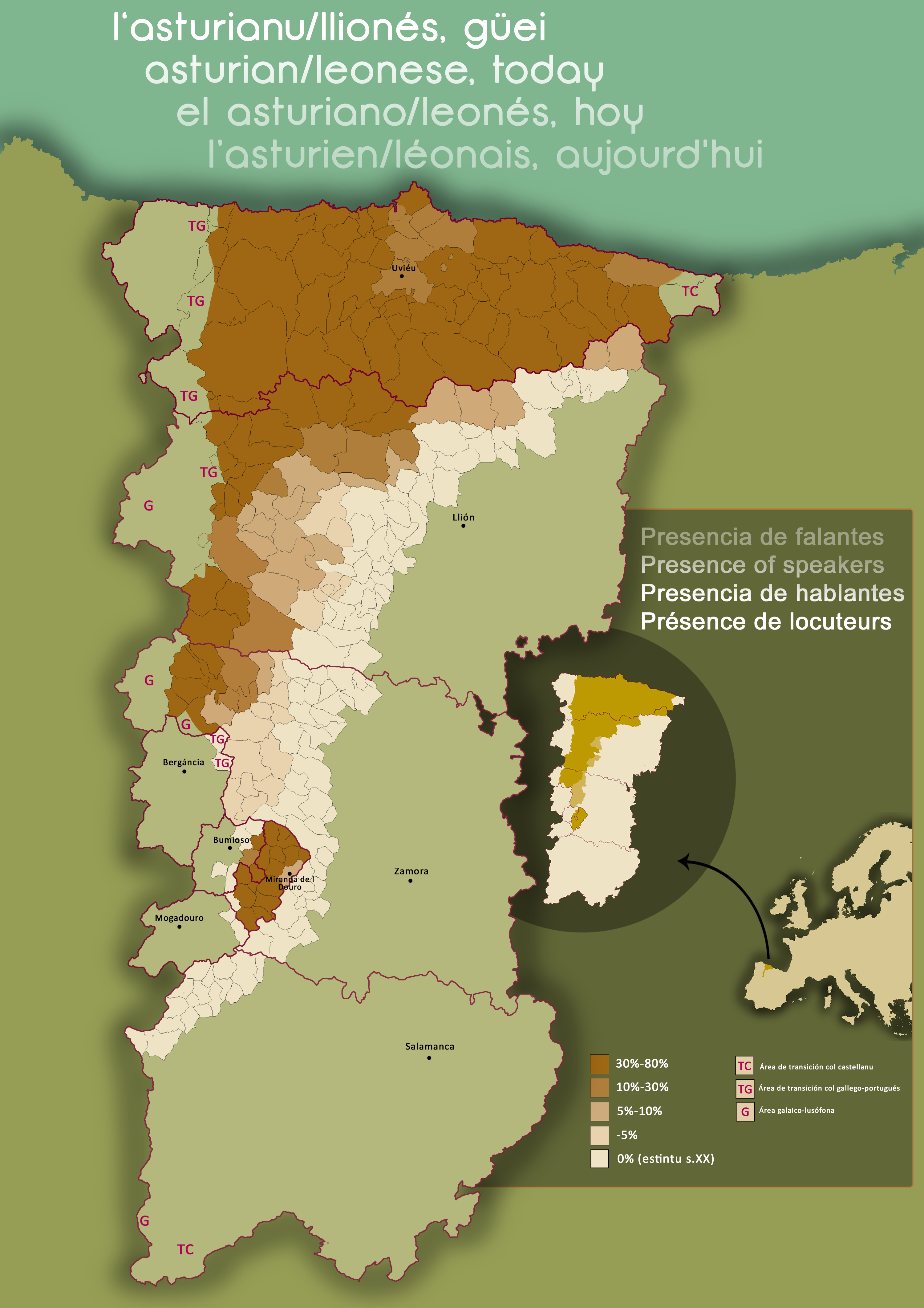
Використання астурлеонської мови сьогодні

Відчайдушна реальність леонської мови як мови меншини загнала її в очевидний глухий кут, і ЮНЕСКО вважає її мовою, що перебуває під серйозною загрозою зникнення. Існують певні заходи щодо відродження мови, спрямовані на міське населення (рада Леону проводить кампанію, щоб заохотити молодь вивчати мову Леона). Деякі експерти вважають, що леоні вимруть через два покоління.
Незважаючи на всі ці труднощі, кількість молодих людей, які вивчають і використовують леонську мову (переважно як письмову мову), за останні роки значно зросла. Міська рада Леона підтримує курси мови Леон для дорослих. Леонську мову викладають у 16 школах Леону.
Леонська мова має особливий статус у Статуті про автономію Кастилії та Леону.

### Мірандійський (Mirandês)
У 19 столітті Хосе Лейте де Васконселос описав Міранду як «мову ферм, роботи, сім'ї та любові людей Міранди», зазначивши, що це зовсім інша мова, ніж португальська. З 1986/87 року цю мову викладають учні віком від 10 до 11 років, і зараз Miranda переживає відродження. Сьогодні на міранді розмовляє трохи менше 5000 людей (але це число зростає до 15 000, якщо врахувати носіїв іншої мови).
Португалія зробила наступний крок у збереженні міланської мови, коли Португальська Республіка офіційно визнала мову в 1999 році. Його керуючим є Anstituto de la Lhéngua Mirandesa .

## Кількість мовців
Немає точної кількості людей, які розмовляють астурійською мовою, оскільки в регіоні було проведено недостатньо статистичних досліджень, а багато діалектів не були враховані через їх схожість з іспанською. Вважається, що в Іспанії та Португалії є понад 100 000 носіїв астурійської мови. Однак дослідження унікального астурійського діалекту 1991 року показало, що цією мовою можуть розмовляти 450 000 людей в регіоні Астурії, з яких приблизно 60 000-80 000 можуть читати і писати. Те саме дослідження показало, що ще 24 відсотки можуть розуміти астурійську. Це також пояснює різноманітність знань і знайомства з мовою астурлеоне серед жителів регіону, оскільки є носії астурлеонської мови, деякі розуміють лише мову, і невелика частина населення, яка вміє читати та писати.